# Индустријска зона Сан Леопардо (Мачерата)
Индустријска зона Сан Леопардо је насеље у Италији у округу Мачерата, региону Марке.
Према процени из 2011. у насељу је живело 7 становника. Насеље се налази на надморској висини од 82 м.